# Nedungad
Nedungad es una pequeña isla situada en el distrito de Ernakulam del estado de Kerala, en el sur de India.
Se trata de un lugar moderadamente cálido y húmedo todo el año. Fuertes lluvias con truenos y relámpagos se experimentan por el monzón del suroeste entre junio y septiembre. El monzón del noroeste trae lluvias ligeras durante el período octubre-diciembre. Entre diciembre y febrero es comparativamente más frío que en el resto del año. Durante el verano, entre marzo y junio, la temperatura llega a un máximo usual de 35 °C. El rango de temperatura es generalmente 20 a 35 °C.